# Sydöstrandskata
Sydöstrandskata (Haematopus finschi) är en fågel i familjen strandskator som förekommer i Nya Zeeland.

## Utseende
Sydöstrandskatan är en typisk  strandskata, svartvit med en lång orangeröd näbb och röda ben. Kroppslängden är 46 centimeter och vingbredden 80-86 centimeter. Den skiljer sig från den svartvita formen av nyazeelandstrandskata (Haematopus unicolor) genom att ha vitt på nedre delen av ryggen, mer vitt i vingen och svart längre ner på bröstet. Jämfört med australisk strandskata  (H. longirostris) har den längre näbb och ben och att främre gränsen mellan det svarta och vita på ryggen är spetsig och inte rak.

## Utbredning och systematik
Arten häckar i höglänta områden på Sydön, Nya Zeeland och övervintrar norrut till Nordön. Den har även påträffats på Norfolkön, Lord Howeön och utmed Australiens östra kust.

### Släktskap
Sydöstrandskatans artstatus är omdiskuterad. Den har behandlats som en del av både australisk strandskata och nyazeelandstrandskata, och hybridisering med den senare har noterats. Den har även behandlats som en isolerad population av den europeiska och asiatiska strandskatan (H. ostralegus).

## Levnadssätt
Sydöstrandskatan häckar inåt landet kring flodbädder, i jordbruksområden, vid sjöstränder, öppna gräsytor och subalpin tundra. Vintertid ses den utmed kusten på stränder, i flodmynningar och på lerslätter. Liksom andra strandskator lever den av mollusker och maskar. Den häckar i en uppskrapad grop på en flodbank av klappersten eller på en åker. Däri lägger honan två, ibland tre, bruna mörkfläckade ägg. Båda könen ruvar i 24-28 dagar.

## Status
Internationella naturvårdsunionen IUCN kategoriserar arten som livskraftig. Beståndet minskade under slutet av 1800-talet och början av 1900-talet, främst på grund av jakt. Sedan 1940 är den dock skyddad, varvid den åter ökat i antal. 2002 uppskattades världspopulationen till 110.000. 

## Namn
Fågelns vetenskapliga artnamn hedrar Friedrich Hermann Otto Finsch (1839-1917), tysk diplomat, ornitolog och samlare.